# Sorelle - L'equilibrio della felicità
Sorelle - L'equilibrio della felicità (Schwestern oder Die Balance des Glücks) è un film del 1979 diretto da Margarethe von Trotta.